# دستگاه بازی آرکید

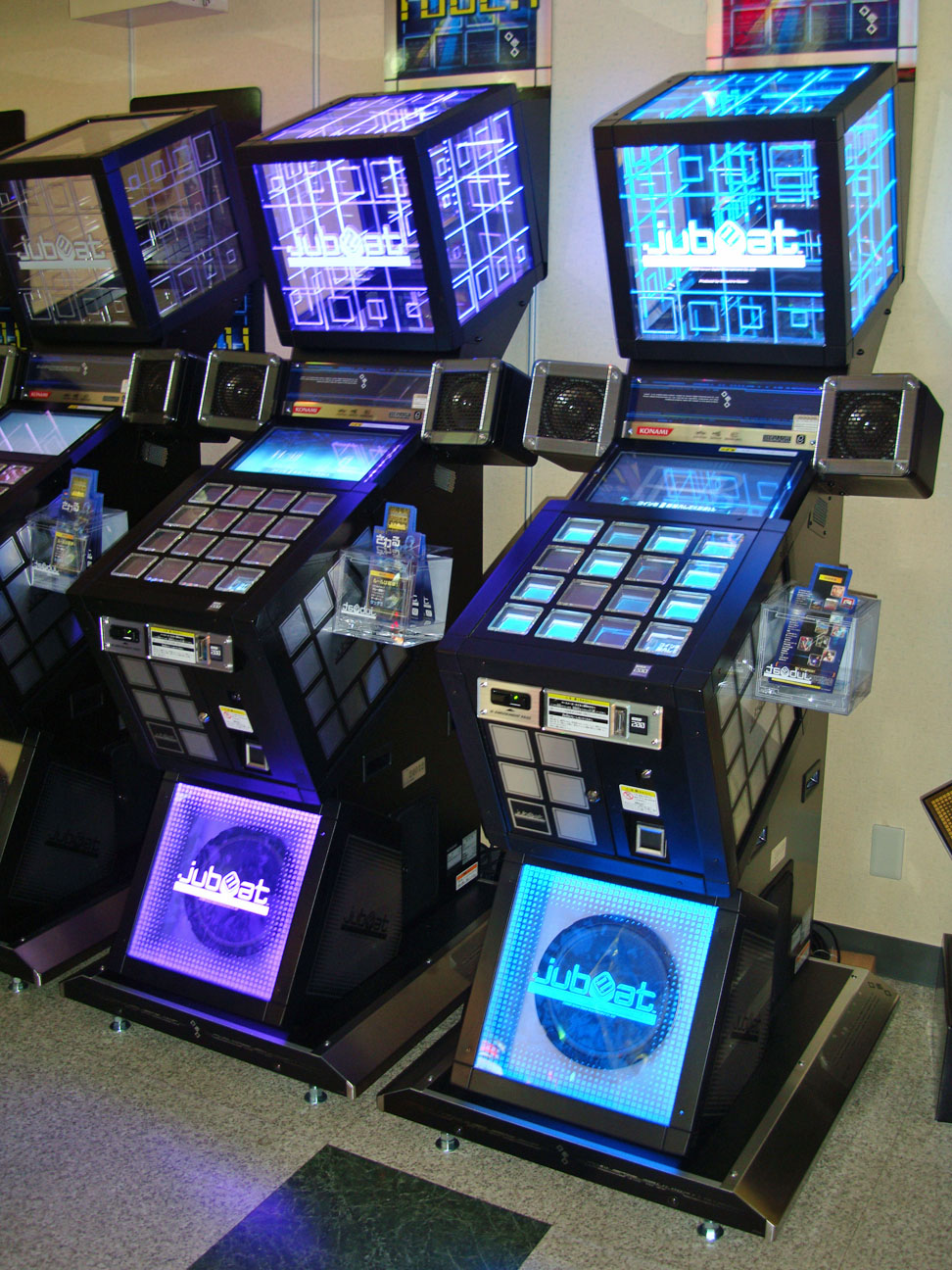
بازی آرکید Jubeat

اتاقک آرکید (به انگلیسی: Arcade Cabinet) دستگاهی است که دارای یک رایانهٔ اختصاصی مخصوص انجام یک یا چند بازی آرکید (Arcade system board)، یک نمایشگر، متناسب با نوع بازی یک فرمان، صفحهٔ کنترل یا دسته، و شکاف سکه هستند که در بالای آن‌ها نام بازی معمولاً به صورت رنگی و روشن و با نور پس‌زمینهٔ متفاوت نمایش داده می‌شود.
دستگاه‌های بازی آرکید از لحاظ شکل و اندازه در انواع متفاوتی وجود دارند، بعضی به صورت سفارشی برای یک بازی آرکید خاص ساخته شده‌اند ولی اتاقک عمودی/قائم (Upright cabinet)، اتاقک میزی (Table cabinet)، اتاقک آرکید ژاپنی که معمولاً با نام Candy cabinet شناخته می‌شود و روی صندلی کوچکی جلوی آن می‌نشینند از شایع‌ترین انواع دستگاه‌های بازی آرکید هستند.

## نگارخانه

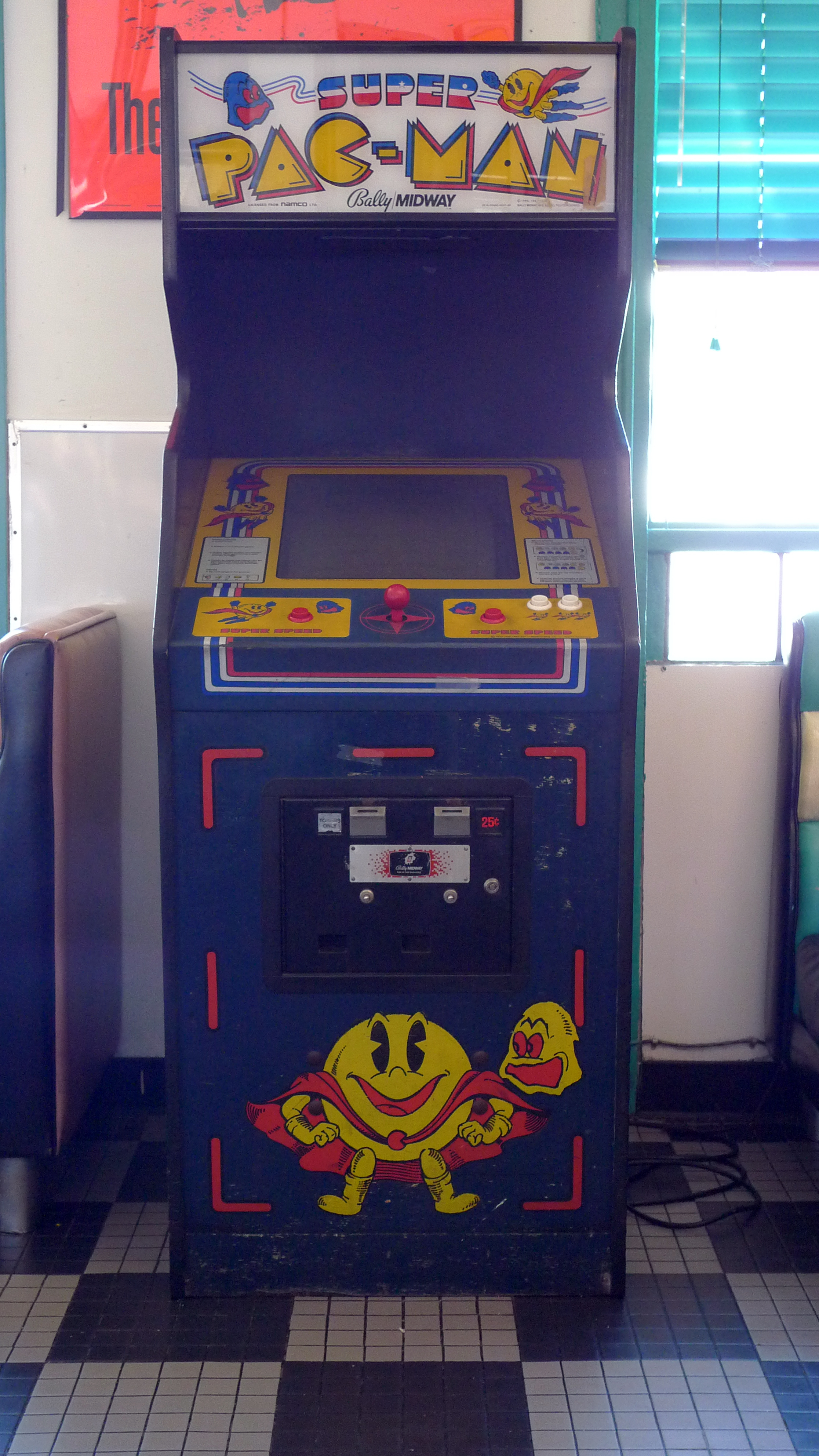
اتاقک عمودی نسخه آرکید بازی سوپر پک-من، منتشر شده در ۱۹۸۲
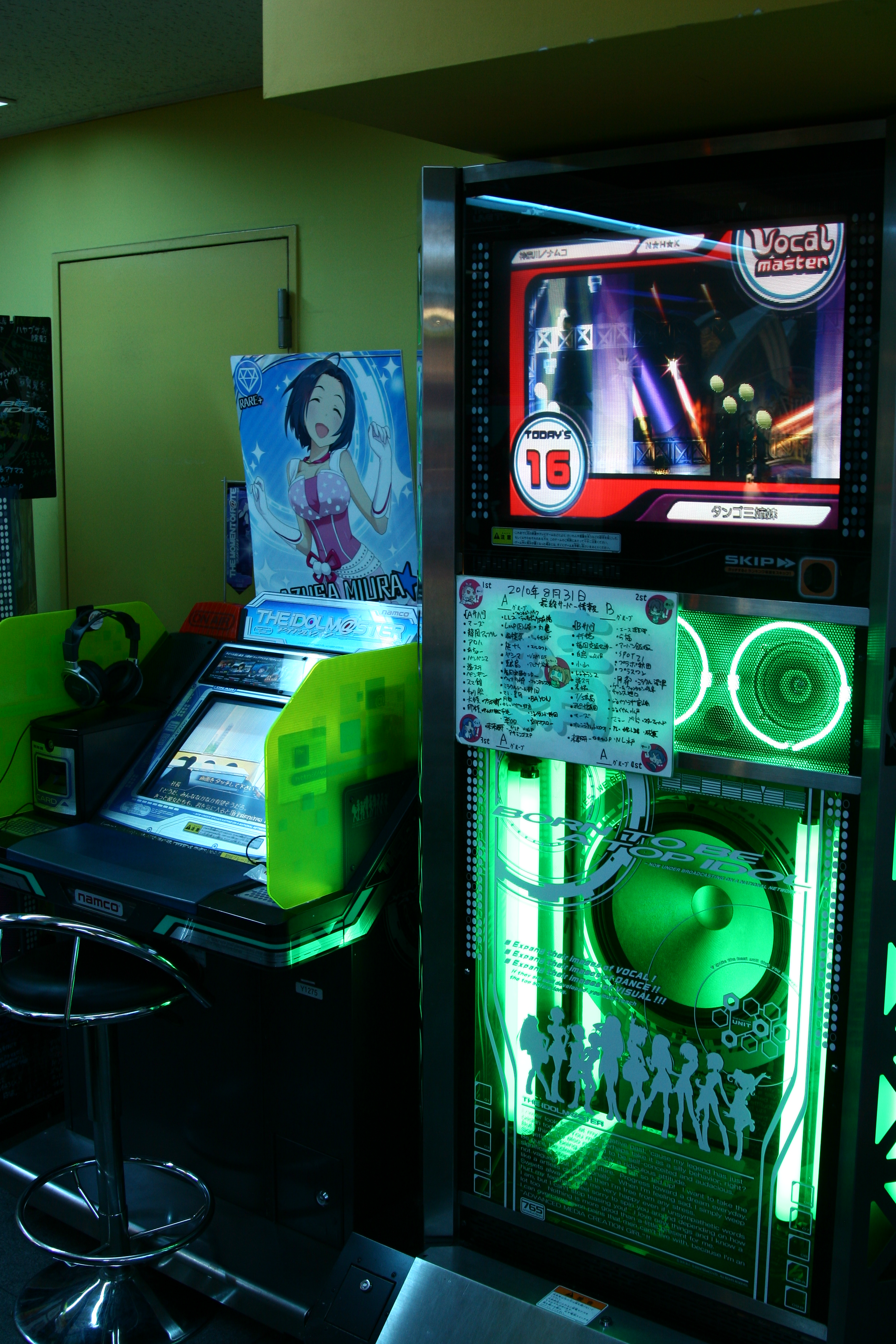
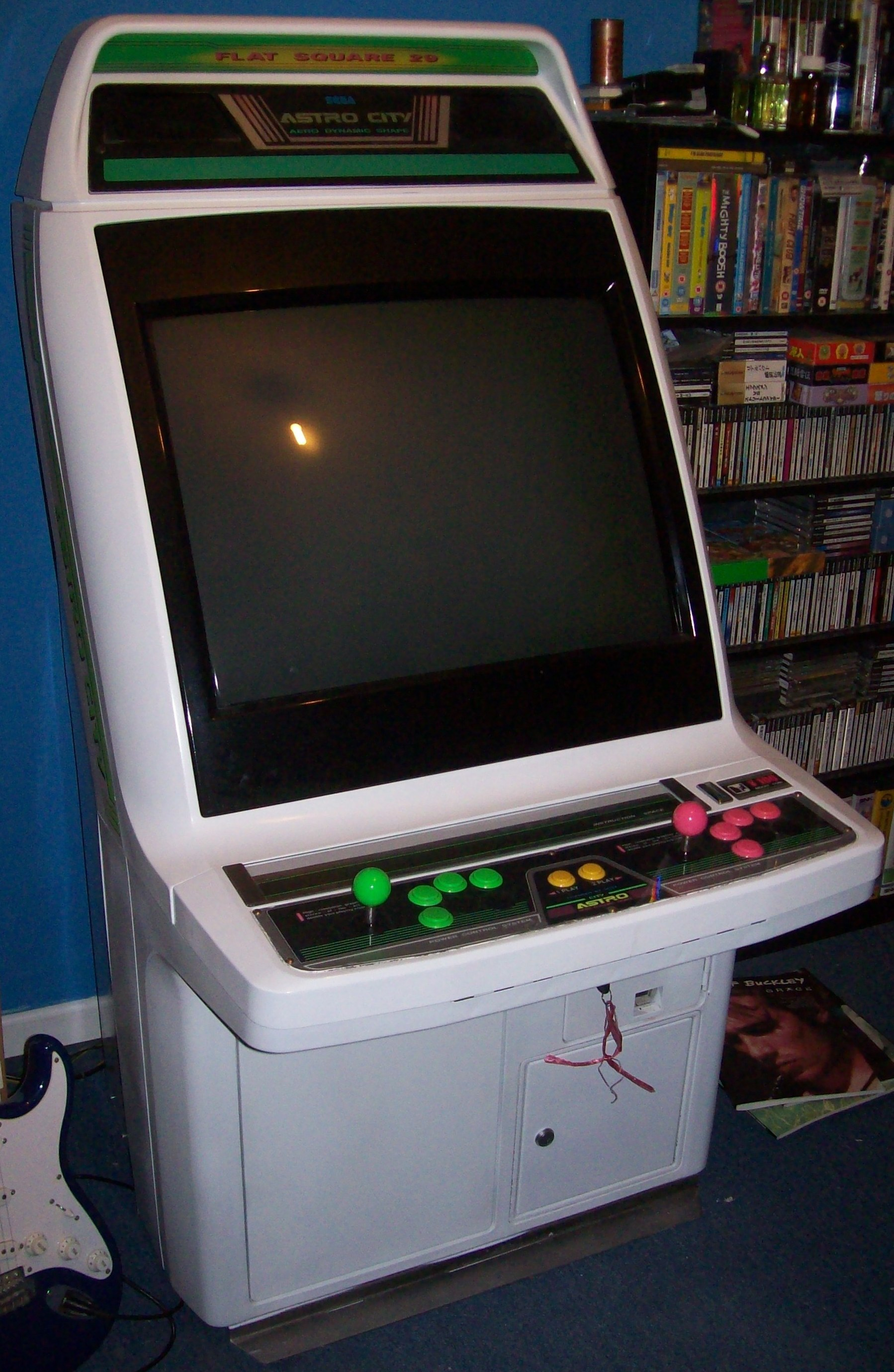
اتاقک آرکید ژاپنی (Candy cabinet)
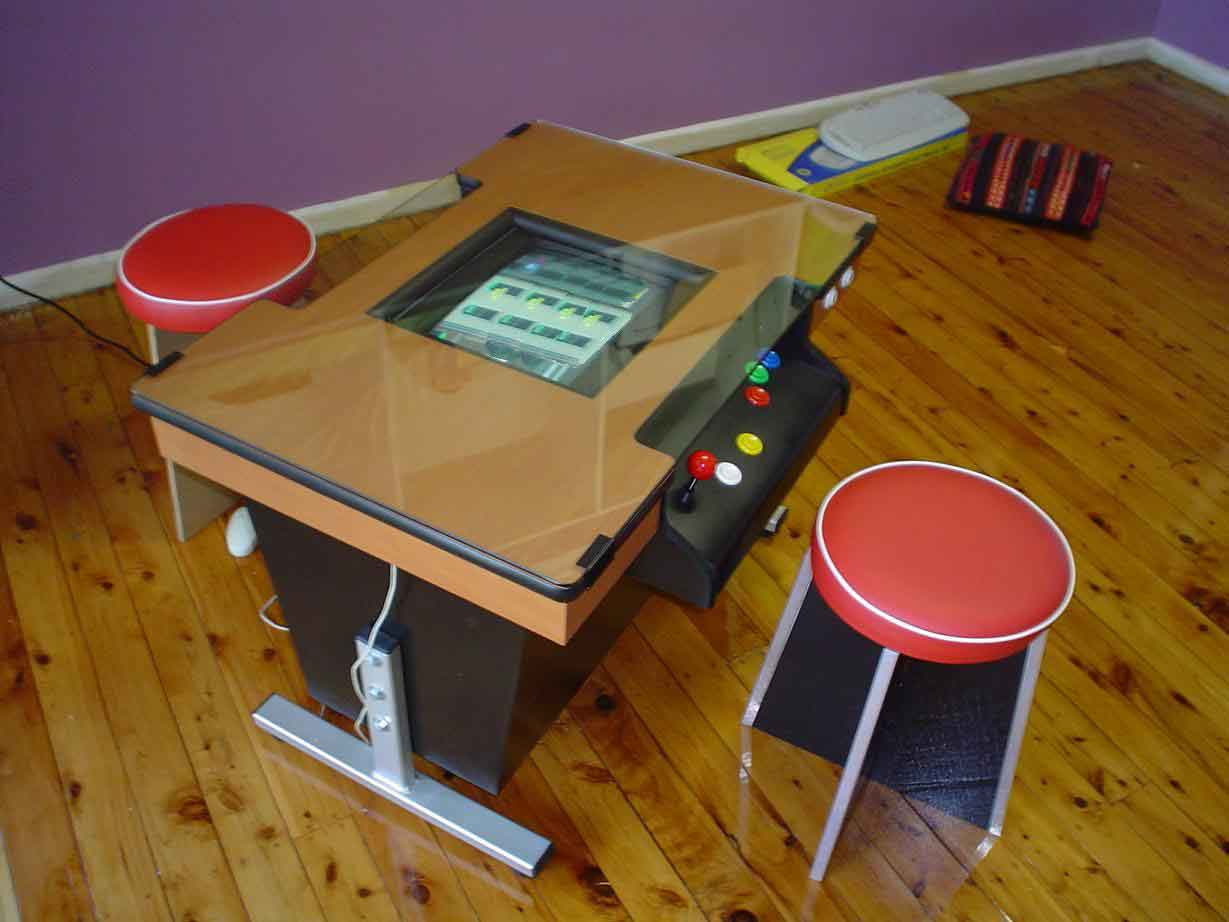
اتاقک میزی آرکید
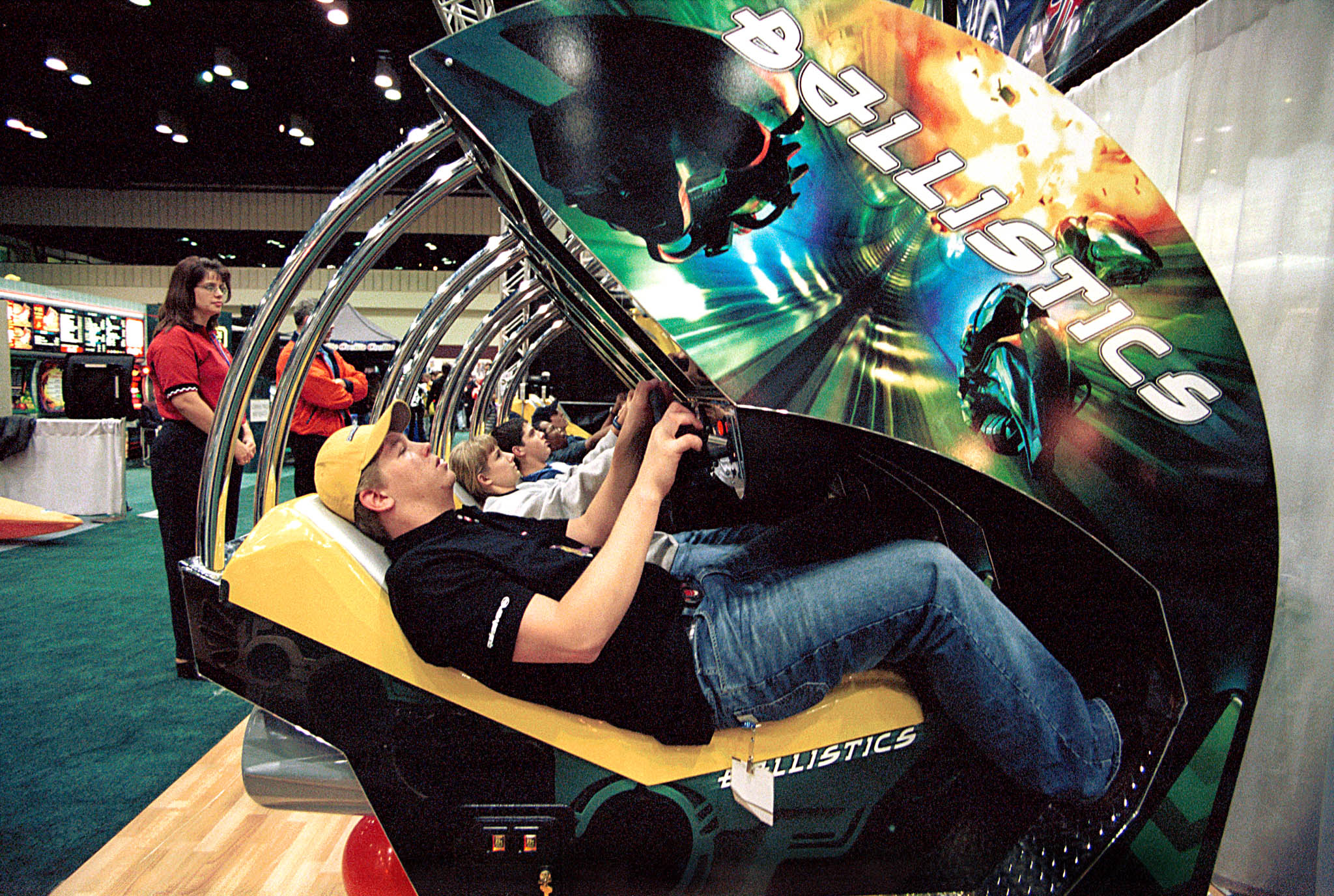
نسخه آرکید بازی Ballistics (video game)
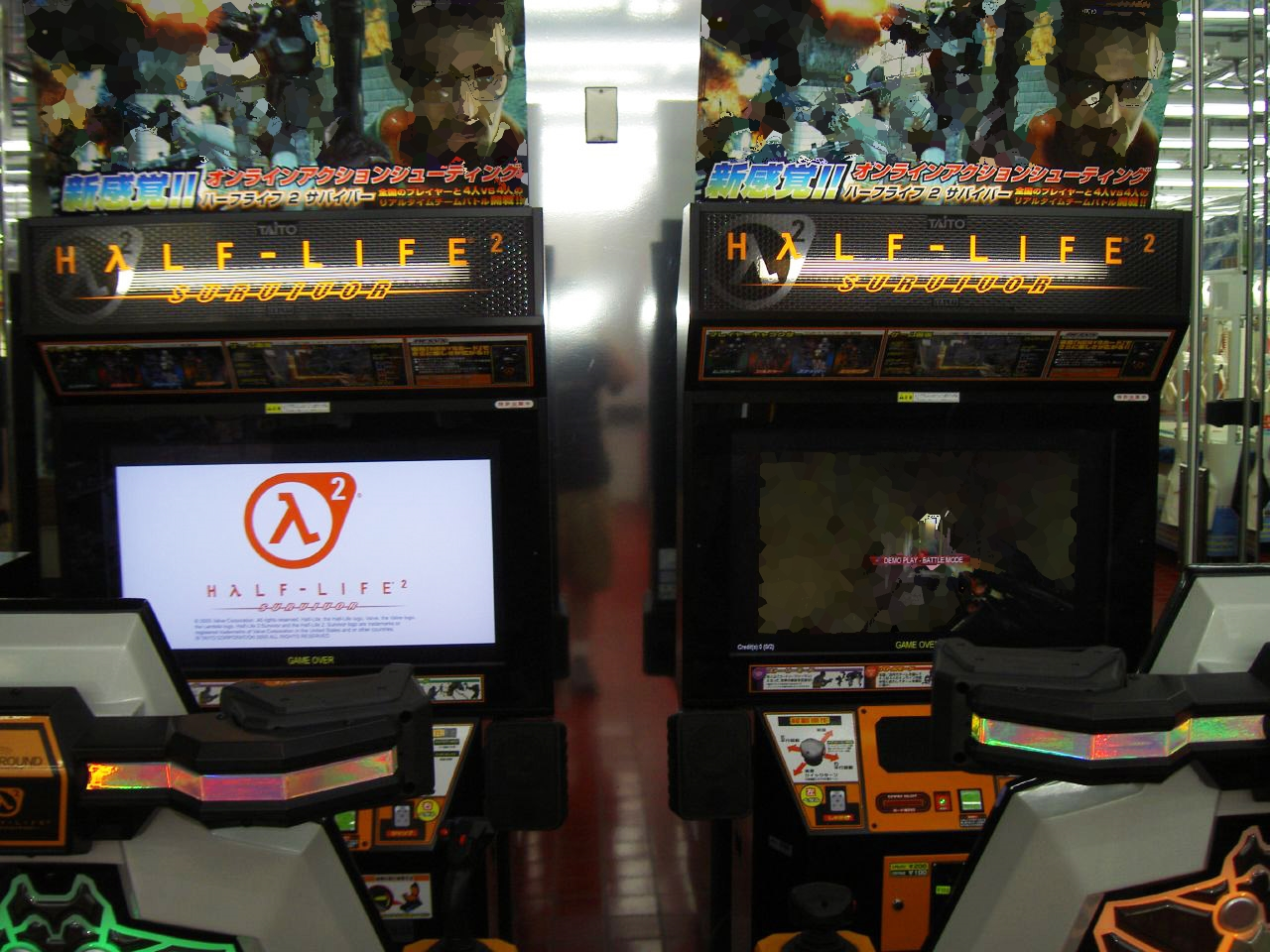
بازی آرکید Half-Life 2: Survivor
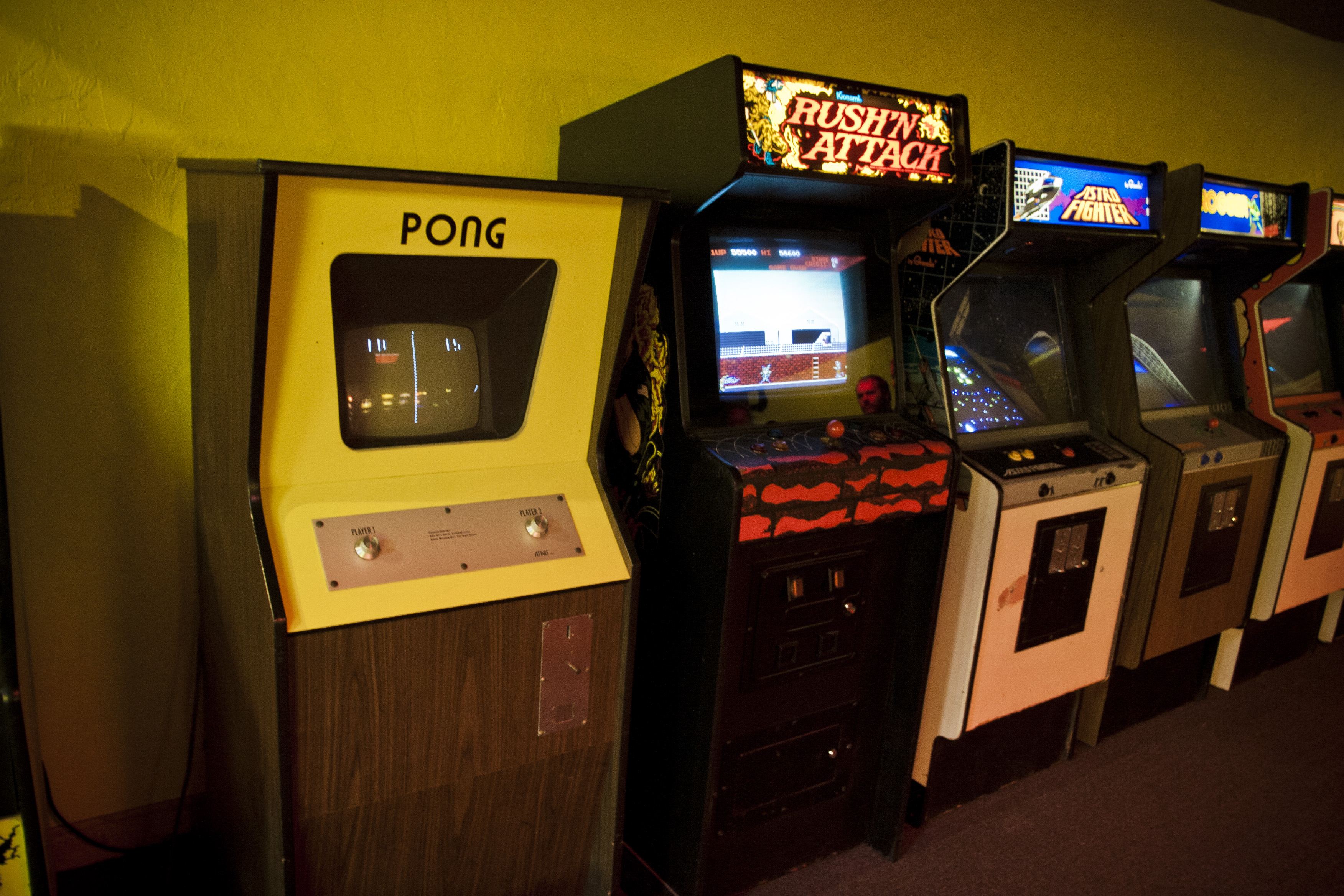
چهار دستگاه بازی آرکید قدیمی
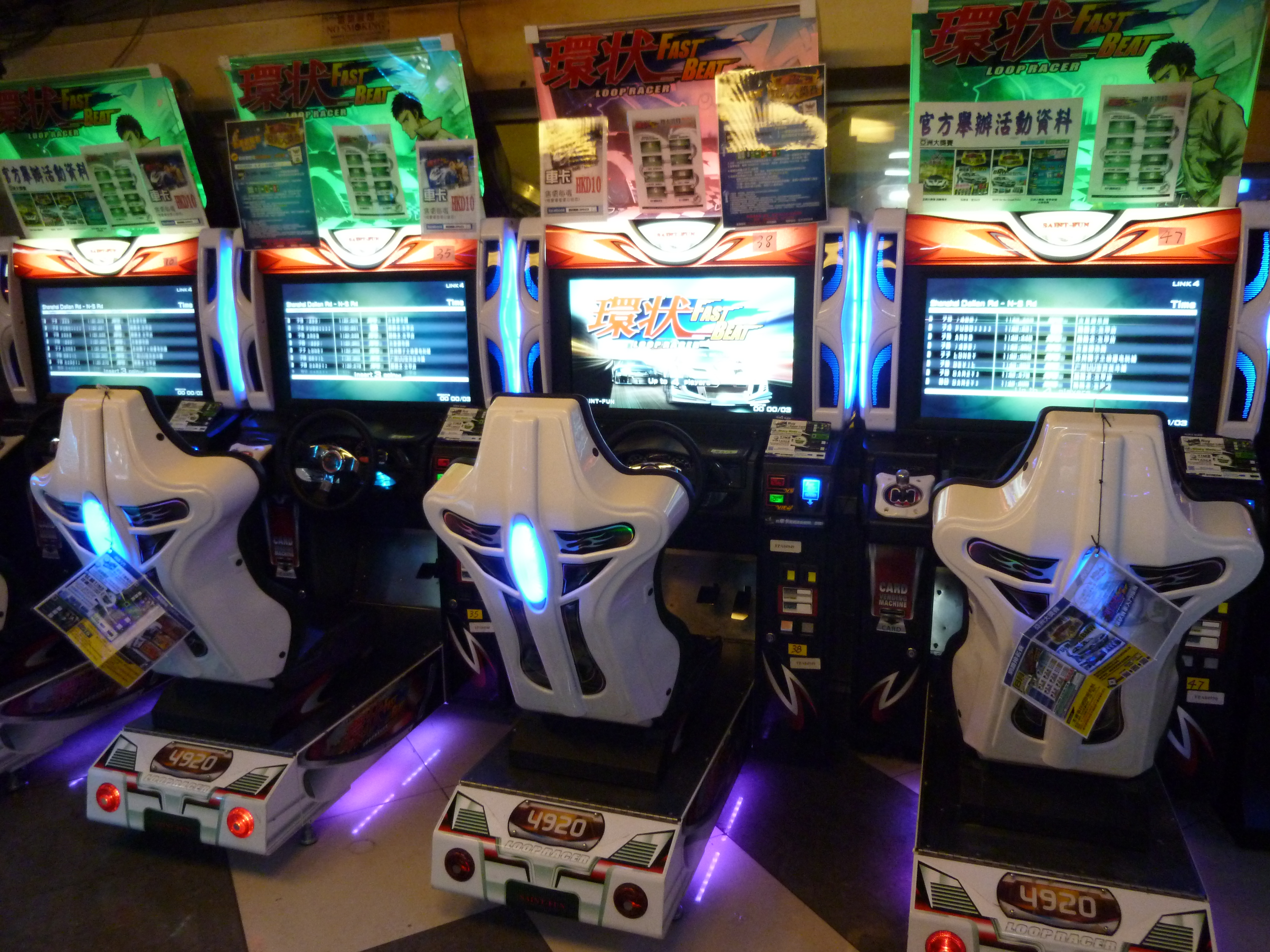
بازی مسابقه‌ای Fast Beat Loop Racer
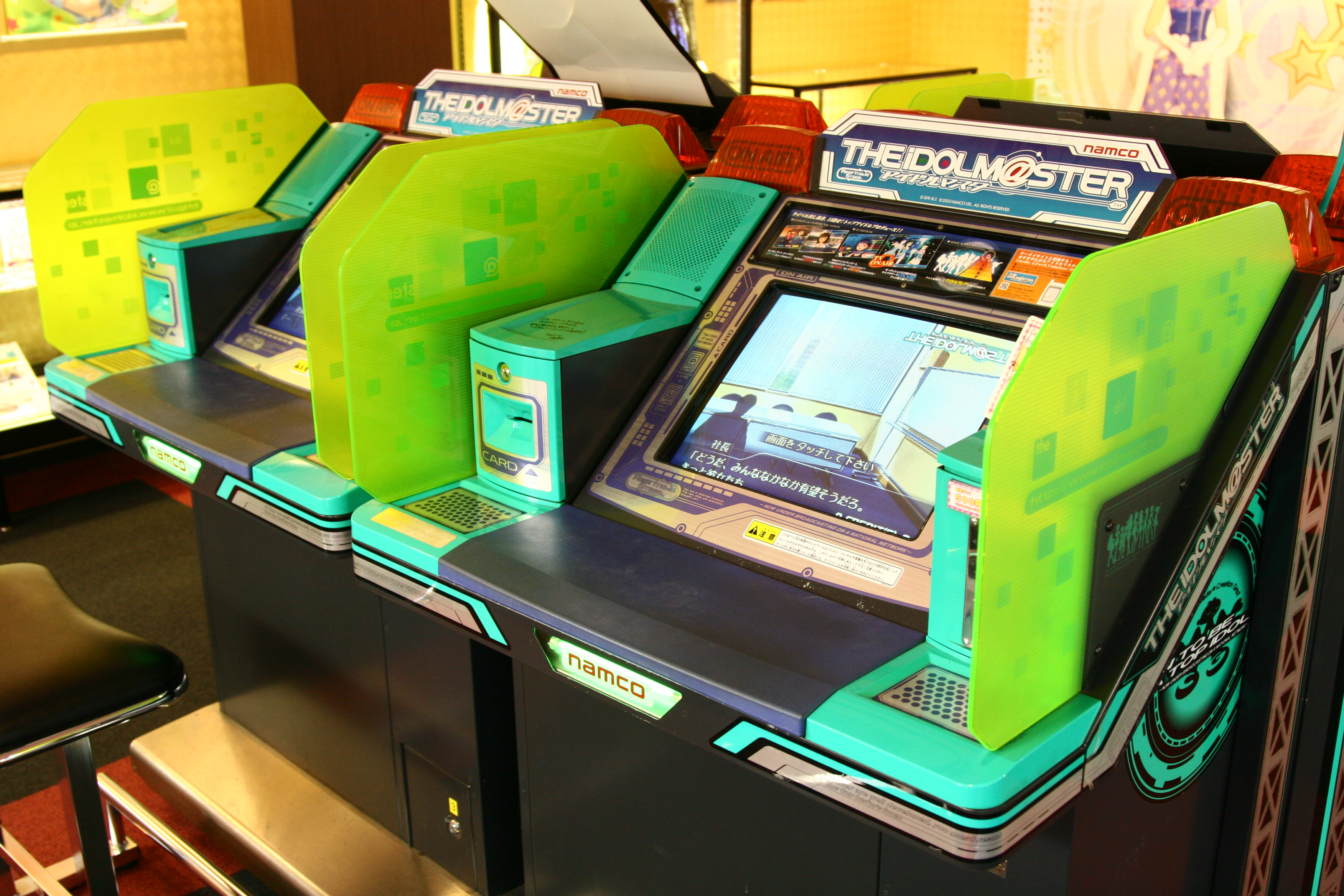